# Printer Job Language
Printer Job Language (PJL) ist eine Methode von Hewlett-Packard, um Statusnachrichten zwischen Drucker und Computer auszutauschen.

## Hintergrund
PJL wurde als Erweiterung zur Printer Command Language entwickelt, fügt dieser Auftragslevelsteuerungen wie beispielsweise Druckersprachenwechsel, Auftragsver- und -unterteilung, Statusnachrichten und Dateisystem-Kommandos hinzu und wird heute von den meisten PostScript-Druckern unterstützt. Viele Druckerhersteller haben wiederum PJL erweitert, um Befehle an ihre Produkte anzupassen. Daher sind nicht alle von HP erstellten und dokumentierten Befehle mit allen Druckern kompatibel. PJL bildet eine Ebene über den anderen Seitenbeschreibungssprachen. Die Syntax benutzt hauptsächlich englische Begriffe.

## Beispiele
Beispiele für Befehle in PJL:
- EC%-12345X@PJL ENTER LANGUAGE = PCLXL  (aktiviert die Seitenbeschreibungssprache PCLXL)
- EC%-12345X@PJL SET DUPLEX = ON<CR><LF>@PJL SET BINDING = LONGEDGE  (aktiviert den Duplexdruck mit Buchbindung)